# Géri
Géri pseudoniem van Henri Ghion (Anderlecht, 23 maart 1934 – 3 februari 2015) is een voormalig Belgische striptekenaar en -scenarist 
In 1950 begon de zestienjarige Ghion als leerling van strip- en reclametekenaar Raymond Reding. Drie jaar later sloot hij zich aan als inkleurder en achtergrondtekenaar bij de Studio Hergé. In die tijd maakte hij ook kleine illustraties en korte strips voor het stripblad Kuifje, waaronder de kangoeroe Pif (later Baf). Hij maakte ook een aantal omslagtekeningen voor het tijdschrift Kuifje.
In 1966 ging Géri op de meer absurde toer met de stripserie Skblllz. Zijn meest bekende werk begon hij in 1969 met de serie Mr Magellan voor Kuifje, geschreven door Jean van Hamme en later André-Paul Duchateau. In 1980 tekende hij Lady Black voor hetzelfde blad. 
In de tweede helft van de jaren 1980 moest Géri stoppen met striptekenen in verband met een ziekte die een progressieve verlamming van zijn lichaam veroorzaakt. Sindsdien heeft hij zich toegelegd op de schilderkunst.